# St. Laurentius (Bad Dürrenberg)

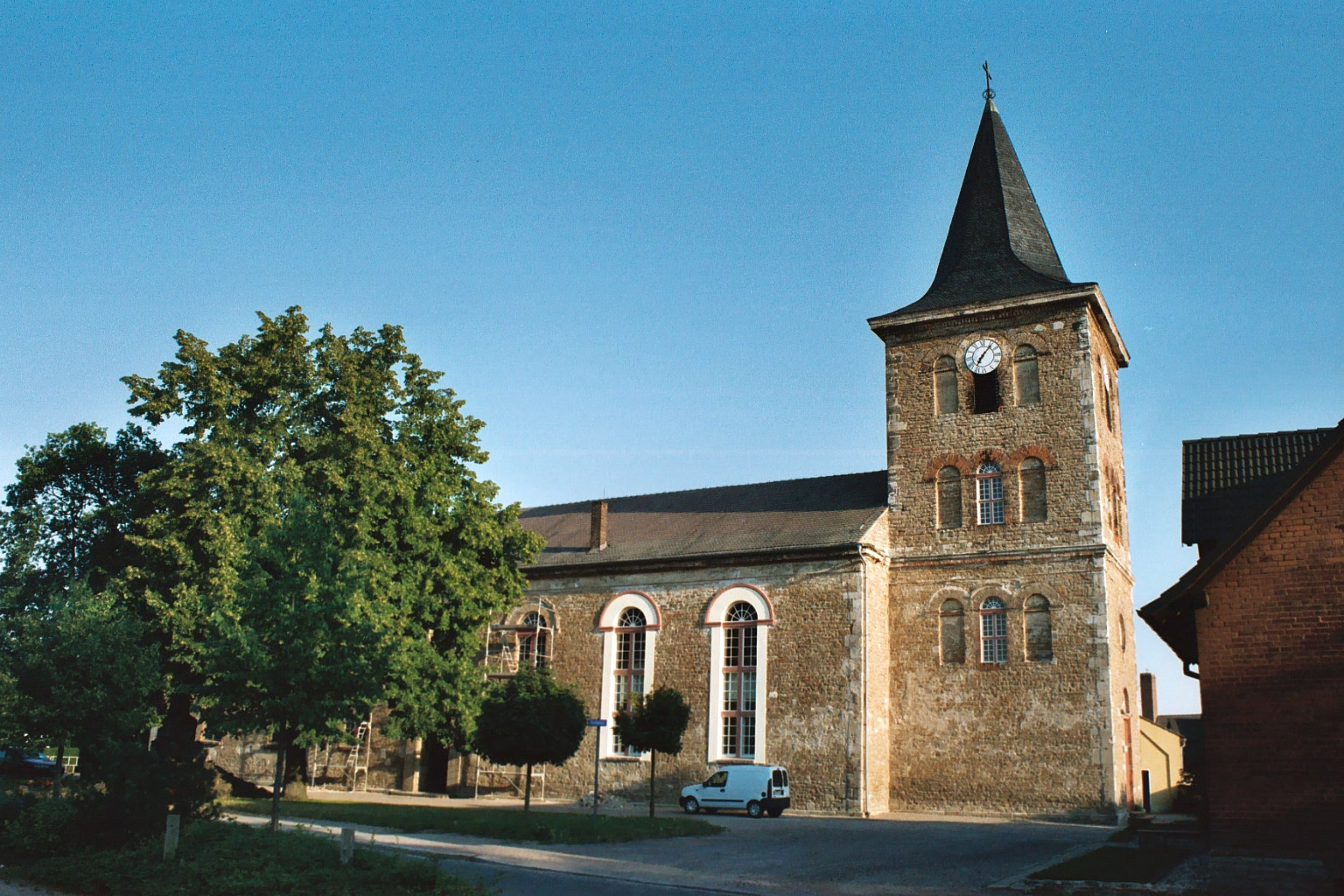
St. Laurentius in Bad Dürrenberg

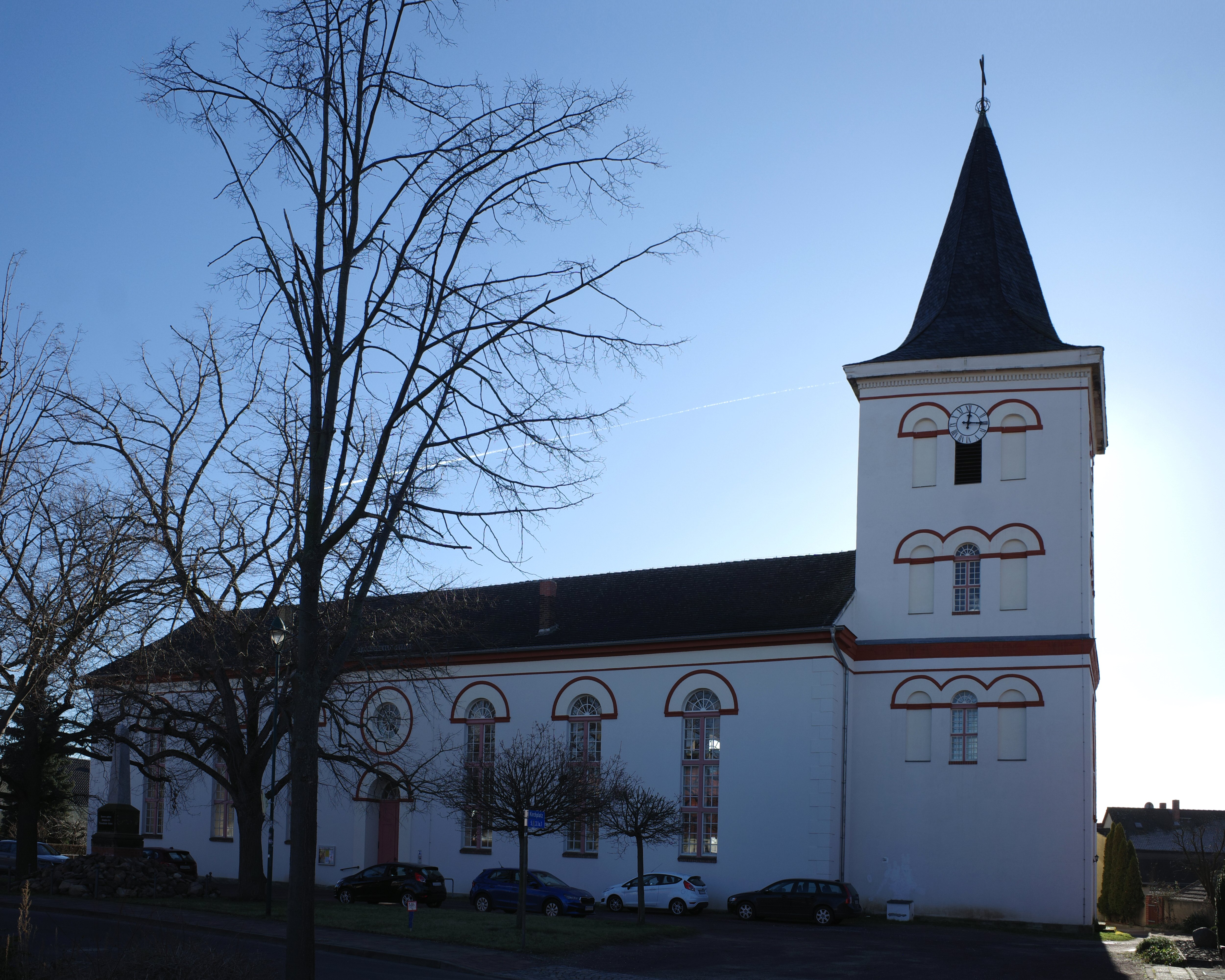
Die sanierte Kirche

St. Laurentius ist eine denkmalgeschützte Kirche in der Stadt Bad Dürrenberg in Sachsen-Anhalt. Im örtlichen Denkmalverzeichnis ist sie unter der Erfassungsnummer 094 20590 als Baudenkmal verzeichnet. Sie gehört zur Evangelischen Gemeinde Keuschberg in Bad Dürrenberg im Kirchenkreis Merseburg der Evangelischen Kirche in Mitteldeutschland.

## Geschichte und Beschreibung
Das historische Bad Dürrenberg entstand aus mehreren Dörfern, von denen nur das Dorf Keuschberg eine eigene Kirche besaß. Eine erste Kapelle, eventuell schon von 933, wurde 1223 durch eine romanische Kirche ersetzt. Während der preußischen Zeit stieg die Bedeutung von Dürrenberg. Für eine neue Kirche riss man 1824 den Vorgängerbau ab, was zu Kontroversen führte, da die Kirche angeblich eine Grabstätte von Teilnehmern der Schlacht bei Riade gewesen sei. Spuren einer Grabstätte wurden beim Abriss jedoch nicht gefunden. Die neu erbaute Kirche wurde am 29. August 1830 dem heiligen Laurentius geweiht, der Turm wurde 1832 fertiggestellt.
Die Kirche ist ein langgezogener klassizistischer Saalbau mit einem Turm im Rundbogenstil. In Relation zum restlichen Teil der Kirche wirkt der Turm etwas kurz. Laut Dehio (Sachsen-Anhalt II) wurden nicht alle geplanten Geschosse des Turmes ausgeführt. Der Entwurf des stilistisch an Schinkelbauten angelehnten Gebäudes stammt vom Merseburger Bauinspektor C. F. Schmidt unter der Mitarbeit des Bergrates F. E. Senff und des Bauinspektors J. C. H. Oestreich aus Dürrenberg;; Johann Albert Eytelwein und Karl Friedrich Schinkel steuerten Korrekturen bei.
Zur Ausstattung gehört ein spätgotischer Christuskorps (auf dem neu gestalteten Altarkreuz), der noch aus der alten Kirche stammt, ebenso wie der Taufstein aus Sandstein und die Orgel von Johann Gottfried Krug aus dem Jahr 1810, die mehrfach umgebaut und repariert wurde. Die Kanzel aus Aluminium von 1933 ist ein Werk von Karl Müller aus Halle. Die drei Glocken aus dem Jahr 1925 stammen aus der Glockengießerei in Apolda.
Die Kirche steht in Bad Dürrenberg in der Straße Kirchplatz.